# Charles Ralph Boxer
Charles Ralph Boxer (* 8. März 1904 in Sandown auf der Isle of Wight; † 27. April 2000 in St Albans, Hertfordshire) war ein britischer, Offizier, Agent des Secret Intelligence Service und ein Historiker.

## Leben
Boxer besuchte das Wellington College in Crowthorne (Berkshire) und die Royal Military Academy Sandhurst. 1927 trat er in die Armee ein und brachte schon Japanischkenntnisse mit. Er wurde 1930 als Sprachoffizier nach Japan geschickt und 1936 zum britischen Nachrichtendienst nach Hongkong. Im Dezember 1941 wurde er beim japanischen Überfall verwundet und kriegsgefangen. Nach der Freilassung schied er als Major aus der Armee aus. Von 1947 bis 1967 war er ohne akademische Qualifikationsschrift Camoens Professor of Portuguese studies am King’s College London. Sein Spezialgebiet waren die niederländische und portugiesische Seefahrts- und Kolonialgeschichte insbesondere in Bezug auf Südasien und dem Fernen Osten, für die er aus entlegenen Archiven Dokumente besorgte. Als er den portugiesischen Rassismus kritisierte, wurde er von Salazar zur Persona non grata erklärt. 1976 wurde er zum Mitglied der Königlich Niederländischen Akademie der Wissenschaften (KNAW) gewählt. 1951 wurde er Ehrendoktor der Universität Utrecht.
Er war seit 1945 mit der Schriftstellerin Emily Hahn verheiratet, die in den USA lebte.

## Werke
- Jan Compagnie in Japan, 1660–1817 (1936, repr. 1969)
- The topasses of Timor (1947)
- Fidalgos in the Far East, 1550–1770. Fact and Fancy in the History of Macao (1948)
- The Christian Century in Japan (1951)
- Salvador de Sá and the Struggle for Brazil and Angola, 1602–1686 (1952)
- South China in the Sixteenth century (1953)
- The Dutch in Brazil (1957)
- The Great Ship from Amacon (1959)
- The Tragic History of the Sea (1959)
- The Golden Age of Brazil, 1695–1750 (1962)
- The Dutch Seaborne Empire (1965)
- The Portuguese Seaborne Empire (1969)